# 柴聯車

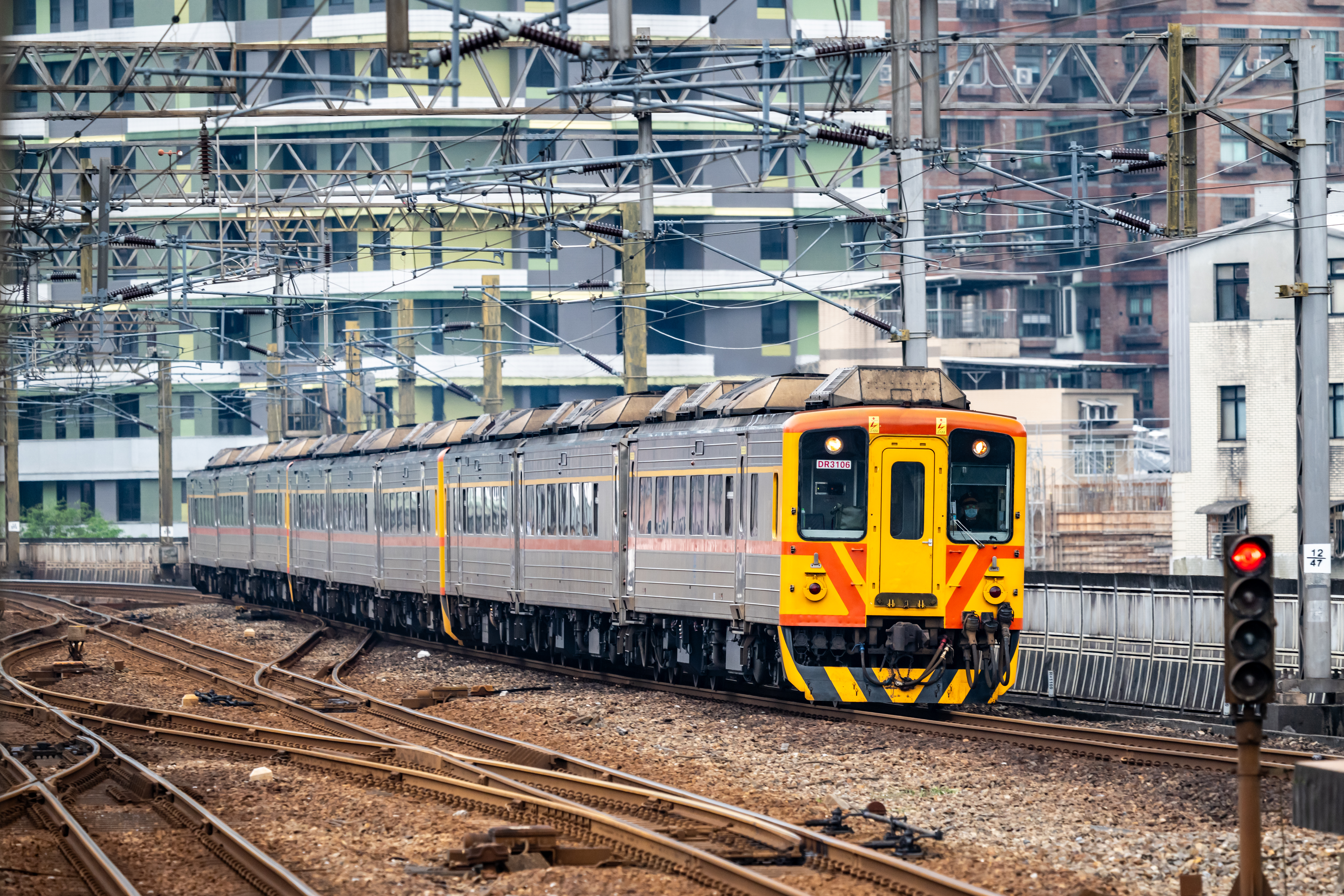
台灣鐵路公司（台鐵）的DR3100型柴聯車

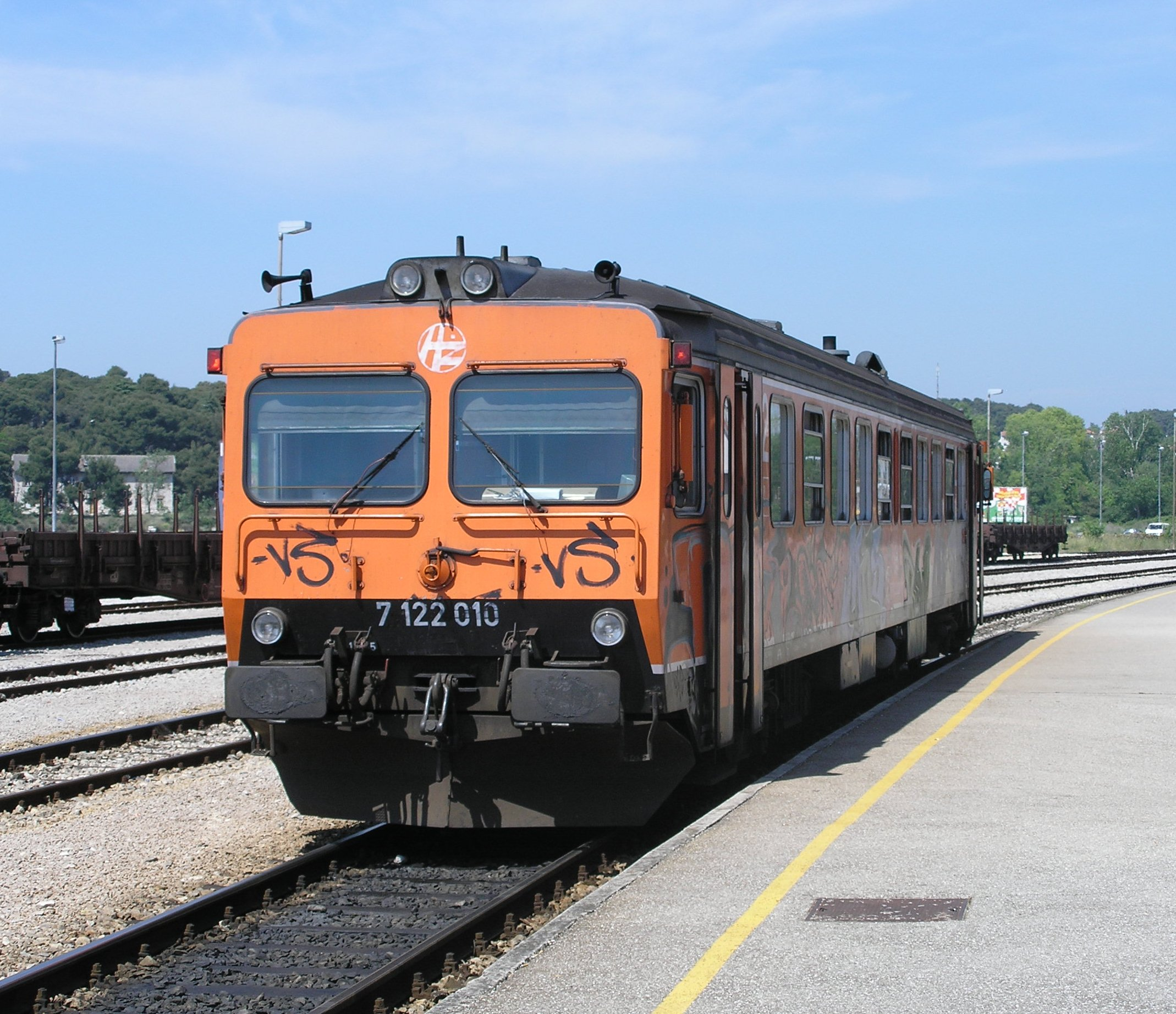
克羅埃西亞鐵路公司的一輛7122系列柴油動車

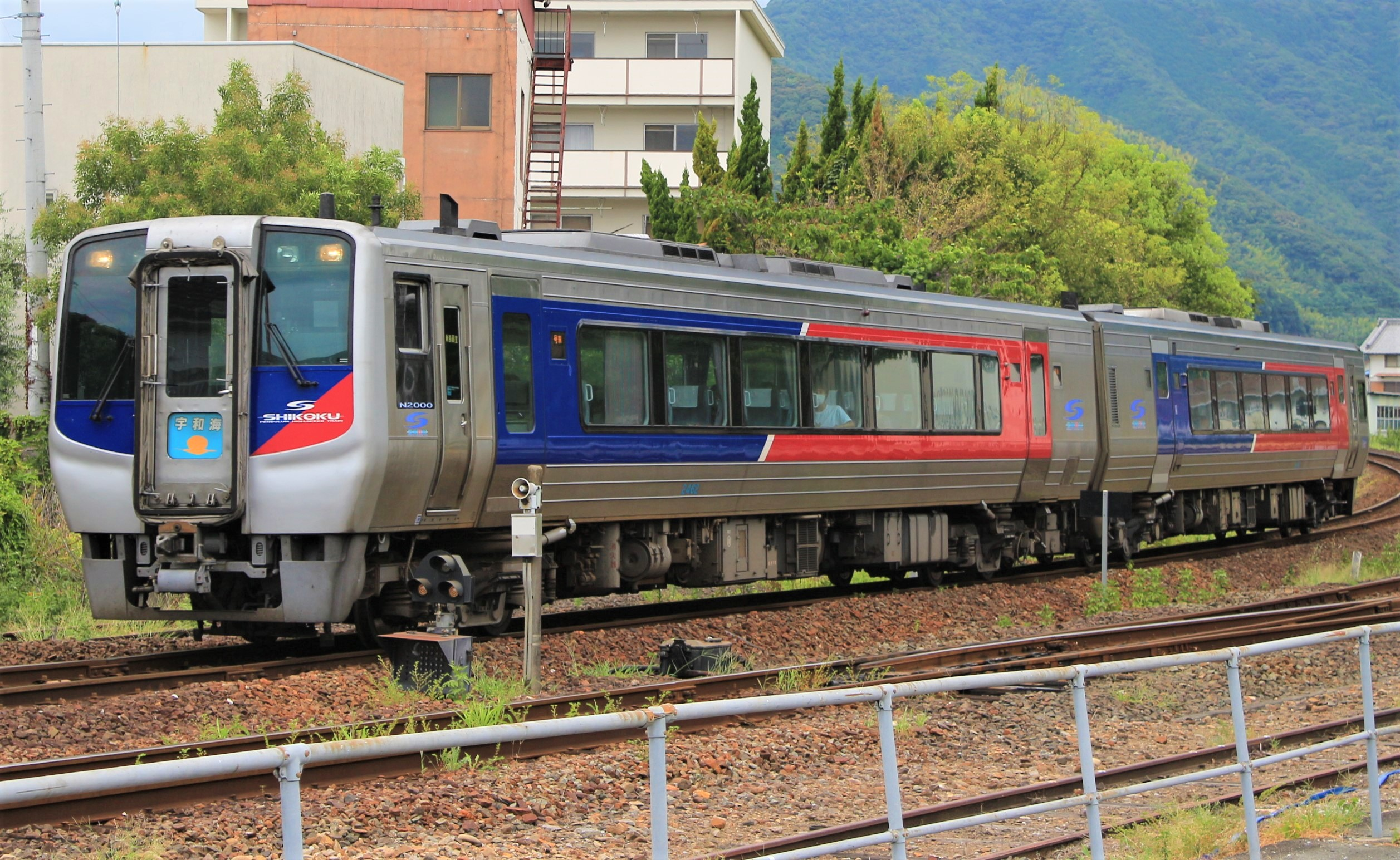
四國旅客鐵道（JR四國）的N2000系擺式柴油動車組

，是一種以柴油引擎驅動的動力分散式鐵路車輛。相對動力集中式的鐵路車輛，擁有較佳加減速性能，重量分布較平均，對路軌損耗亦較低。
在中國大陸較常以內燃動車組概括所有編組固定的柴油動車（包括單輛編組），與台灣的稱呼方式有些微分別。

## 構造
一列柴聯車，可以在部分或全部車廂安裝推動列車行走的柴油引擎，而引擎通常設於車底，以總控的方式，由司機在駕駛室控制整列柴聯車運行。

### 機械傳動（Diesel–mechanical）
如同一般公路汽車一樣，引擎出力經由機械變速箱與傳動軸傳輸至動輪。可由駕駛員手動控制換檔（如英國鐵路大多數第一代柴聯車），但大部分是採用自動換檔。

### 液體傳動（Diesel–hydraulic）

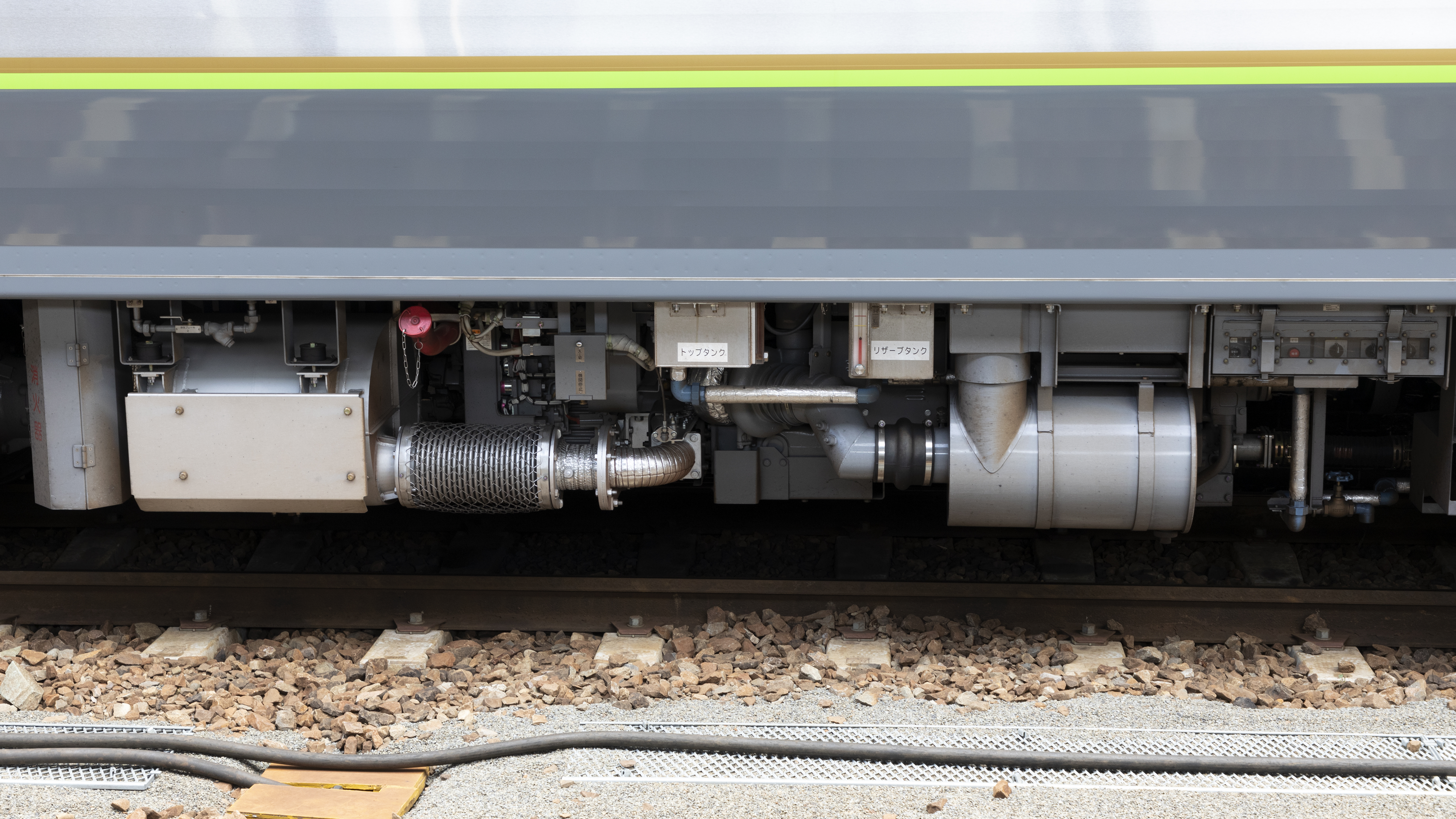
四國旅客鐵道的2700型柴聯車，於底盤下方安裝柴油引擎與液體傳動系統。

使用液壓扭力轉換器將引擎動力送到動輪。可將液體動力與機械傳動結合，低速採液體傳動，高速時用機械傳動以降低引擎轉速與噪音。

### 柴油電力傳動（Diesel–electric）

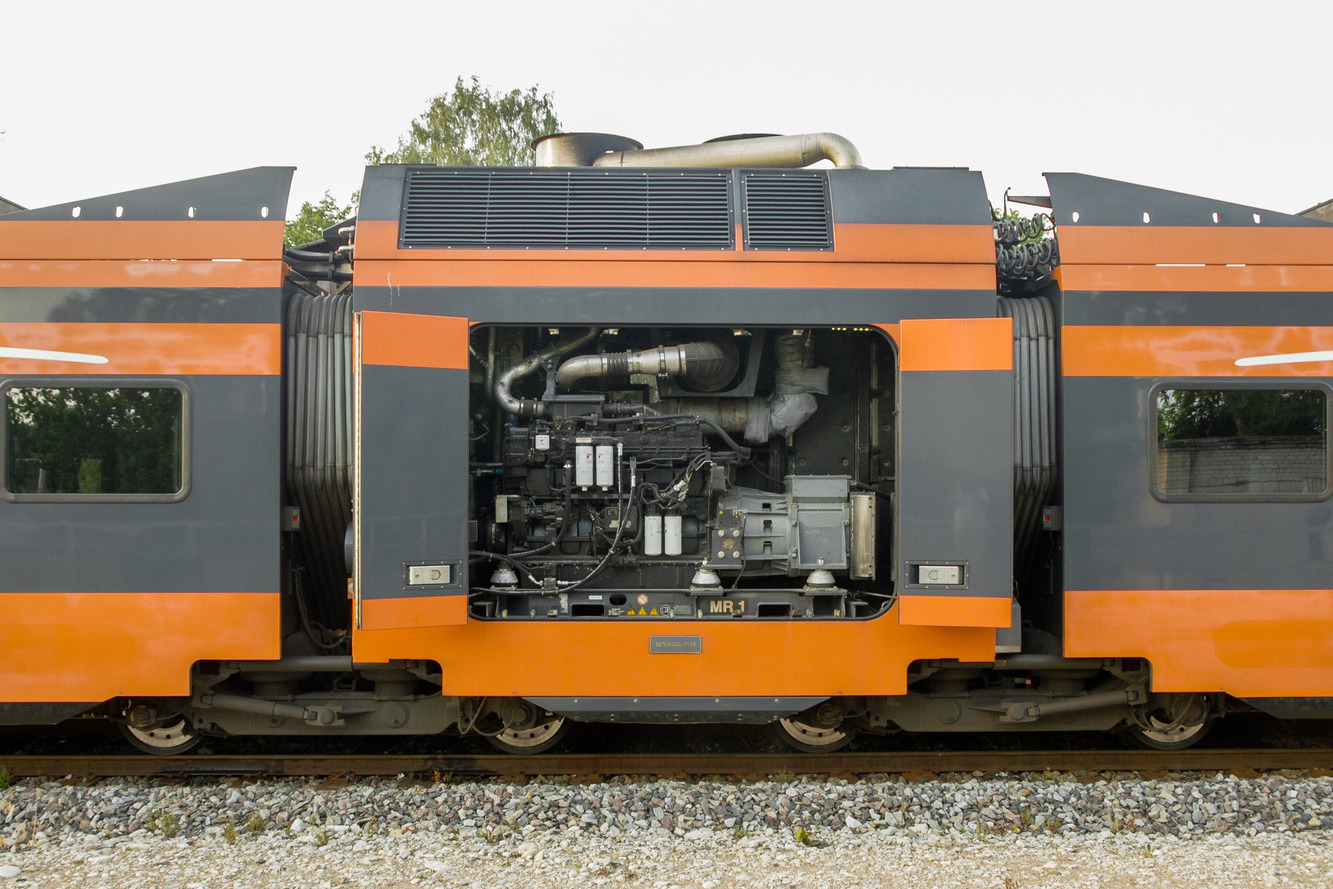
Stadler FLIRT柴聯車的動力組，打開以後可見柴油發電機。本車下方裝有關節式轉向架，但不具備牽引馬達；牽引馬達位於其他車輛的轉向架上。

柴油引擎驅動發電機，以電力驅動車軸或轉向架上的牽引馬達；此種方式類似柴電機車。
採用柴油電力傳動的車輛（柴電聯車）可採與電聯車無異的設計，只是將集電弓或集電靴改成柴油發電機，故這類車輛有機會可以加裝集電弓或集電靴而改裝成雙模式動力源車。
柴電聯車組的動力配置，有如龐巴迪旅行者每輛車都有引擎與發電機的設計，也有如英國鐵路207型或 施泰德 GTW、施泰德 FLIRT，編組中有部分車輛為無動力拖車，或是僅有牽引馬達，而由裝有引擎與發電機的車輛供電。

## 優點和缺點

### 優點
與電聯車相比：
- 柴聯車在低運量的情況下，鐵路線的投資成本大幅降低，因為毋須大幅投資建造電化設施。除此之外，柴聯車的車輛造價和運作成本，亦較電聯車低，日本九州的肥薩橙鐵道線和新潟縣的越後心跳鐵道日本海翡翠線便因為這個原因，在實際上早已全線電氣化的路線上，選擇使用柴聯車來營運旅客列車。
- 柴油動力列車不會因為輸電系統的問題而造成系統性癱瘓，因此在冬季嚴寒多雪地區（如北海道）獲較廣泛採用。
- 柴油動力列車可以適應擁有多種電力系統/未完全電化路段，而無須交換電力系統，例如在台灣電氣化前的南迴線來回臺東車站和新左營車站之自強號，即是使用DR2800~DR3100來運行；日本第三部門鐵道業者智頭急行也以柴聯車營運直通運行列車班次經JR西日本已電化的山陽本線與東海道本線至大阪、京都。
- 由於動力系統與供電系統可裝置於單一車輛下方，設計上可以單輛作單位，編組彈性較大。

與柴油機車相比：
- 相對於以柴油機車帶動無動力客車的方式（動力集中式），動力分散式車輛擁有較佳性能，對路軌損耗也較少。

### 缺點
與電聯車相比：
- 在大規模營運的狀態下，柴油的成本比電力高，亦不及電力靈活，柴油引擎的效能，亦不及電機。對於高運量的客運和貨運路線，使用電聯車較符合經濟效益。
- 與柴油機車一樣，柴聯車行駛時對於沿線造成的噪音及空氣污染，比電聯車或電力機車要大。

## 世界各地的柴聯車

### 動力集中式
电力传动：
- 中華人民共和國NZJ（庐山号）
- 中華人民共和國NZJ1（新曙光號）
- 中華人民共和國NZJ2：金輪號、神州號
- 中華人民共和國NDJ3（长城号）

液力传动：
- 中華人民共和國NYJ1：北海號/北亞號/晉龍號等

### 動力分散式
- 南滿洲鐵道Keha3形柴油動車（日本車輛製造製）
- 日本 JR九州YC1系柴聯車
- 日本 JR四國2000系柴聯車
- 日本 JR東日本Kiha100系柴聯車
- 日本 JR東日本KiHa E200型柴聯車
- 日本 JR東日本HB-E300系柴聯車
- 日本JR北海道Kiha 261系柴聯車
- 日本JR北海道Kiha 283系柴聯車
- 中華民國台灣鐵路管理局DR2800型柴聯車、DR2900型柴聯車、DR3000型柴聯車、DR3100型柴聯車
- 德国ICE-TD列車
- 英國鐵路158型